# 홈스턱
《홈스턱》(영어: Homestuck)은 미국의 웹코믹 작가인 앤드류 허시(Andrew Hussie)가 자신의 웹코믹 연재처인 MSPA 어드벤처에 연재한 초장편 웹코믹이다. 첫 페이지에서는 '존 에그버트'라고 불리는 가공의 소년을 볼 수 있으며 그 외에도 여러 캐릭터가 존재한다.

## 특징
《홈스턱》은 여러 미디어 형식을 사용하는 경향이 있으며 작중 여러가지 미니 게임들이 포함되어 있다. 《홈스턱》이 사용한 미디어 형식으로는 GIF 기반 이미지와 캐릭터가 채팅 프로그램으로 연락하였던 기록 등이 있다.

## 등장인물
- 존 에그버트(John Egbert)

## 반응
《홈스턱》의 주인공 존의 생일 이전에 일어난 스토리를 다루는 《하이브스왑》(Hiveswap)이 게임으로 만들어졌다. 본 게임은 제이드의 할아버지의 딸 '조이 클레어'를 주인공으로 한다.

### 평가
오스틴 거너 리트와일러가 저술한 《From Pulp to Webpage: Homestuck and Postmodern Digital Narrative》는 이 웹코믹에 대한 별명과 서술 방식을 바탕으로 《홈스턱》이《율리시스》와 공통점이 있음을 말하였다.

### 내용주
1. ↑  '앤드류 허씨'로도 표기됨.